# Turn Left, Turn Right
Pour plus de détails, voir Fiche technique et Distribution.
Turn Left, Turn Right ((zh) 向左走·向右走, Heung joh chow heung yau chow) est un film romantique hongkongo-taïwano-singapourien réalisé par Johnnie To et Wai Ka-fai, sorti en 2003.
Le film a été tourné à Taipei.

## Synopsis
Leung joue une traductrice tandis que Kaneshiro fait des concerts de violon. Malgré leur attachement, le destin semble vouloir les séparer.

## Fiche technique
genre : romance , drame , comédie

## Distribution
- Takeshi Kaneshiro
- Gigi Leung
- Edmund Chen
- Terri Kwan